# 三台镇 (安新县)
三台镇，是中华人民共和国河北省保定市安新县下辖的一个乡镇级行政单位。

## 行政区划
三台镇下辖以下地区：
申明亭村、山西村、大北头村、辛庄窠村、狮子村、店上村、张村、涞城村、崔公堤村、王公堤村、高公堤村和朱公堤村。